# Кшистек, Пётр
Пётр Кшистек (пол. Piotr Krzystek, род. 5 февраля 1973, Щецин) — польский юрист и политик. С 2006 года он является мэром Щецина.

## Биография
Пётр Кшистек родился 5 февраля 1973 года в Щецине, Польша. Окончил факультет права и управления Щецинского университета.
В 1998 году начал работать в городской администрации заместителем инспектора мэрии Щецина. В мае 1998 года он стал заместителем директора отдела здравоохранения Щецинского воеводского управления в Щецине. С 1 января 1999 г. по 31 марта 2002 года был генеральным директором Управления Западно-Поморского воеводства в Щецине. Он возглавлял команду, которая реализовала административную реформу 1999 года.
С 26 ноября 2002 года по 23 августа 2004 года он был заместителем мэра Щецина. После ухода из офиса он стал советником юридической фирмы «Kancelaria Radców Prawnych Jankowski & Krzystek». С 2004 по 2007 год он был председателем Ассоциации польских муниципалитетов еврорегиона Померания.
В 2006 году он баллотировался на пост мэра Щецина на местных выборах как беспартийный кандидат от «Гражданской платформы». Он получил 41,79 % голосов в первом туре и 64,83 % во втором туре, выиграв выборы. Кшистек был приведён к присяге 4 декабря 2006 года. Кшистек официально присоединился к Гражданской платформе в конце 2006 года.

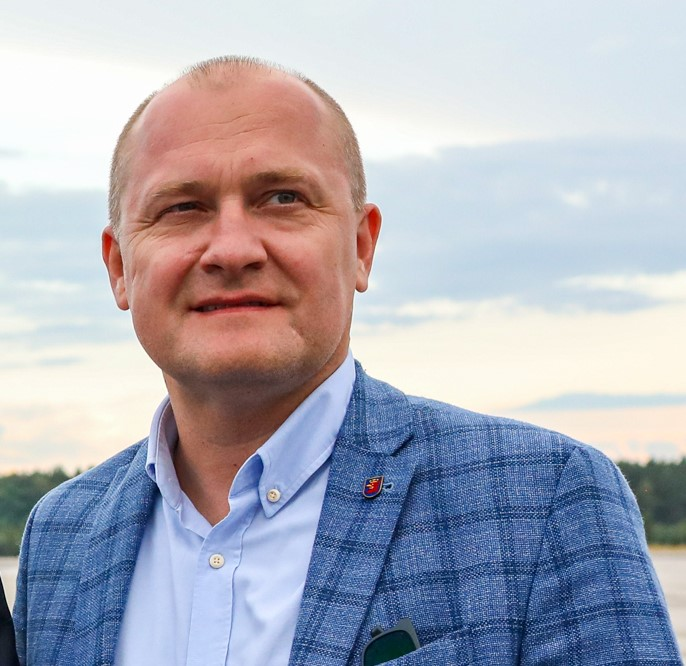
Пётр Кшистек в 2021 году

В 2008 году Центральное антикоррупционное бюро обвинило Кшистека в покупке коммунальной квартиры по сильно заниженной цене в период с 1999 по 2003 год. Разрешение на покупку квартиры ему, тогдашнему генеральному директору Воеводского управления, предоставил воевода Западно-Поморского воеводства Владислав Лисевский. В 2000 году объект оценивался в 180 000 польских злотых, однако Кшистек купил его всего за 32 000 польских злотых, что составляло лишь 17,5 % от его реальной оценочной стоимости. В 2009 году Щецинский окружной суд постановил, что у Кшистека нет правового статуса, на основании которого он мог бы купить указанную квартиру, и поэтому обязал его вернуть её. Пётр Кшистек поддержал решение.
В 2010 году «Гражданская платформа» объявила, что не будет включать его в список своих кандидатов на предстоящих выборах мэра. В ответ он приостановил своё членство 18 сентября 2010 года и официально покинул партию 27 ноября 2010 года.
Он был переизбран мэром Щецина на местных выборах 2010 года. Он баллотировался как беспартийный кандидат от собственного избирательного комитета «Щецин для поколений», который сотрудничал с Консервативной народной партией. Он был снова переизбран на местных выборах 2014 года. Во время выборов он также организовал избирательный комитет беспартийных Западно-Поморского воеводства, который получил одно место в Сеймике Западно-Поморского воеводства. В 2015 году был одним из основателей избиркомов Бронислава Коморовского, который был одним из кандидатов на президентских выборах.
В очередной раз Кшистек был переизбран мэром на местных выборах 2018 года. Как лидер беспартийных организаций Западной Померании, он также курировал местные избирательные комиссии Беспартийных активистов местного самоуправления. В 2021 году он был одним из основателей Всепольской коалиции местного самоуправления, которая отделилась от Беспартийных активистов местного самоуправления. Он стал заместителем председателя организации. Кшистек был переизбран мэром Щецина на выборах 2024 года, получив 60,4 % голосов. Он выдвинул кандидатуру от своего комитета при поддержке Гражданской коалиции.

## Личная жизнь
Женат на Малгожате Кшистек, у них трое детей. В 2024 году было объявлено, что они расстаются. Кшистек заявляет, что по вероисповеданию является католиком.

## Награды
- Золотой орден «За заслуги перед полицией» (2012)[22]
- Рыцарский крест Ордена Возрождения Польши (2015)[23][24]
- Почётный знак «За заслуги перед местным самоуправлением» (2015)[25]